# 野山百里香
《野山百里香》（英語：Wild Mountain Thyme）是尊·柏烈·尚尼于2020年自编自导的一部爱情喜剧电影，改编自他的剧本《马林加郊外》。影片由艾美莉·賓特、傑米·道南、喬·漢姆、迪尔萨拉·莫洛伊和克里斯托弗·沃肯主演。该片于2020年12月11日由电影发行公司布利克街在美国发行，翌年4月30日由狮门影业通过隨選視訊在英国上映。